# Joshua Golliker
David Joshua Golliker (* 23. März 2004 in Redhill) ist ein britischer Radsportler.

## Sportliche Laufbahn
Bereits als Junior machte Golliker 2022 durch den Sieg bei der La Ronde Des Vallées sowie weitere Spitzenplatzierungen auf sich aufmerksam. Mit dem Wechsel in die U23 wurde er zur Saison 2023 Mitglied in der Equipe continentale Groupama-FDJ. Seine ersten Siege in der U23 erzielte er beim Giro della Valle d’Aosta 2023, als er zwei der vier Bergankünfte gewann und sich auch die Punktewertung sicherte. 2024 war er bei derselben Rundfahrt erneut mit einem Etappengewinn erfolgreich.
Nach zwei Jahren im Development Team von Groupama-FDJ wechselte er zur Saison 2025 zum Team EF Education-Aevolo, dem Development Team von EF Education-EasyPost.

## Erfolge
2023
- zwei Etappen und Punktewertung Giro della Valle d’Aosta

2024
- eine Etappe Giro della Valle d’Aosta